# Церковь Святой Троицы (Афины)
Тро́ицкая це́рковь (греч. ναός Αγίας Τριάδος) — приходской храм Афинской архиепископии Элладской православной церкви, расположенный в Афинах. Является официальным приходом русскоязычной общины Афин.

## История

### XI — середина XIX века
Первоначально на месте церкви находились римские бани, устроенные над водопроводом и подземным источником, на фундаменте которых была устроена раннехристианская базилика. Строительство настоящего храма относится к первой половине XI века. Церковь была освящена в честь Пресвятой Троицы, впоследствии, благодаря жертвователю, получила народное имя «Сотира Ликодиму» (греч. Σώτειρα Λυκοδήμου).
Здесь находился Спасо-Никодимовский монастырь. С 1202 года — женский католический монастырь, а с 1204 года — бенедиктинский. В османский период храм являлся католиконом православного мужского монастыря.
Храм подвергался разрушениям несколько раз, например, в 1687 году с вступлением в город сил венецианцев под предводительством Франческо Моросини. Часть стен и братский корпус монастыря были разрушены сильным землетрясением в 1701 году, но церковь почти не пострадала. Оставшиеся строения монастыря были уничтожены в 1780 году по приказу турецкого правителя Афин Али Хасеки, занимавшегося строительством новых городских стен в этом районе. С этого момента храм становится приходом монастыря Кессариани.
Во время войны за независимость Греции, в 1827 году, здание снова понесло урон — в него попало несколько снарядов с Акрополя. В результате рухнул купол и северо-восточная часть. На оставшейся невредимой алтарной стене сохранились фрагменты византийских фресок.

### Русская миссия
24 февраля (8 марта) 1833 года обер-прокурор Святейшего Синода князь П. С. Мещерский представил Синоду пожелание Николая I, «чтобы в Греции находилась российская духовная особа в качестве священника нашей миссии». Уже 4 (16) марта 1833 года был утверждён штат временной церкви при миссии в Греции. В июле в Афины отправилось духовенство.
Первоначально посольской церковью стал Преображенский храм  XI века, известный также как Котаки или Святая София, в квартале Плака. Церковь была восстановлена в 1834—1837 годах на русские средства.

### Середина XIX — начало XX века
В 1847 году храм Сотира Ликодиму был куплен российским правительством. Инициатором его восстановления был его настоятель архимандрит Антонин (Капустин). Научная реставрация проводилась на средства Министерства иностранных дел под руководством архитектора Р. И. Кузьмина при участии И. В. Штрома. Работы велись до 1854 года.
При восстановлении был сохранён первоначальный план храма, открыты древние фрески и заложенные проёмы. В подвалах храма архимандрит Августин произвёл археологические раскопки. В 1850 году в том же стиле, что и церковь была построена колокольня.
Освящение храма состоялось 6 (18) декабря 1855 года. Его возглавил архиепископ Мантинейский и Кинурийский Феофан.
Вскоре после освящения из-под пола церкви стала поступать вода из подземного источника и пришлось разбирать фундамент. В 1885 году в самом храме начались протечки, в связи с чем архитектор В. Шиллер, несмотря на протесты художника Людвига Тирша, понизил купол на полметра.
При храме была библиотека с множеством старинных русских книг.

### После 1917 года
Для поддержания в нормальном состоянии храма в 1919 году был основан Союз русских православных христиан в Греции. В 1924 году, после признания Грецией СССР община отделилась от посольства и присоединилась к Афинской архиепископии со статусом «параклиса».
В 1954 году, по ходатайству великой княжны Елены Владимировны, была восстановлена древняя высота купола. В 1999 году на средства греческого правительства была отреставрирована колокольня.
В 1955 году во время работ, в восточном углу храма, было обнаружено кладбище с костницей, где, согласно источникам, были похоронены киевляне, проданные татарами в Константинополе. Останки перенесены в крипту церкви.

## Архитектура, внутреннее убранство
Сотира Ликодимос — самое большое средневековое здание в Афинах. Крестово-купольный храм, купол восьмисторонний. Стены украшены зубчатой лентой красного кирпича, куфтский орнамент (имитация арабской вязи) . До настоящего момента сохранились первые украшения здания, например, образы Христа, святого Стефана и апостола Иоанна Богослова на южной стене.
Нижняя половина храма коричневого цвета, верхняя — красного. Своды покрыты голубой краской, украшены звёздами. В церкви три придела: главный — Пресвятой Троицы, левый — праведного Никодима, правый — святителя Николая Чудотворца.
Византийский мраморный невысокий иконостас был заменен высоким русского типа из светлого паросского и пентелийского мрамора. Работы производил Флоримон Буланже. Царские врата вырезаны из дерева по эскизу Р. И. Кузьмина. 18 икон иконостаса были написаны П. М. Шамшиным. Среди святых — шесть русских: трое из северной России и трое из южной.
Роспись немецкого художника романтического направления Людвига Тирша заменила в 1847 году сохранившиеся к тому времени византийские фрески.
Крипта облицована плоским «римским» кирпичом. Здесь, на глубине пяти метров, аккуратно разложены найденные там обломки античных плит с надписями, капители от мраморных колонн и другие археологические находки.
Трёхъярусная колокольня возведена из жёлтого камня, красного кирпича и белого мрамора. Колокола были отлиты в Триесте. Самый большой колокол, «Никодим», весил 280 пудов.
Ранее территория храма была окружена чугунной решёткой, специально отлитой в Санкт-Петербурге. Она была убрана по приказу греческих властей и перенесена к Русскому дому в квартале Аргируполис.
Возле стен храма похоронены последний царский посол в Греции Елим Демидов, князь Сан-Донато, и его жена Софья Воронцова-Дашкова.

## Настоятели
| Настоятели храма                                     | Настоятели храма                                                |
| Даты                                                 | Настоятель                                                      |
| ---------------------------------------------------- | --------------------------------------------------------------- |
| январь 1833—1835                                     | архимандрит Иринарх (Попов) (1790—1877)                         |
| август 1836 — 7 (19) июня 1837                       | иеромонах Аникита (Ширинский-Шихматов) (1783—1837)              |
| 1837—1842                                            | иеромонах Анатолий                                              |
| 2 (14) января 1843 — 8 (20) марта 1850               | архимандрит Поликарп (Радкевич) (1798—1867)                     |
| 15 (27) мая 1850 — 1860                              | иеромонах (с 1853 — архимандрит) Антонин (Капустин) (1817—1894) |
| 23 августа (4 сентября) 1860 — 29 мая (10 июня) 1869 | архимандрит Петр (Троицкий) (1811—1873)                         |
| 1869—1879                                            | …                                                               |
| 9 (21) января 1879 — 25 мая (6 июня) 1886            | архимандрит Анатолий (Станкевич) (1821—1903)                    |
| 1886—1890                                            | …                                                               |
| 27 августа (8 сентября) 1890 — 6 (18) августа 1894   | архимандрит Михаил (Грибановский) (1856—1898)                   |
| 21 сентября (3 октября) 1894 — 1897                  | архимандрит Сергий (Страгородский) (1867—1944)                  |
| 1897—1900                                            | …                                                               |
| 17 (29) ноября 1900 — 3 (16) июля 1905               | архимандрит Иоанникий (Ефремов) (1863—1914)                     |
| 10 марта 1905 — апрель 1906                          | архимандрит Анатолий (Юнгер) (1861—1912)                        |
| 1906 — 28 сентября (11 октября) 1914                 | архимандрит Леонтий (фон Вимпфен) (1873—1919)                   |
| 1914—1920                                            | архимандрит Сергий (Дабич) (1877—1927)                          |
| 1921—1922                                            | протоиерей Сергий Григорьевич Снегирёв (1882—1947)              |
| 12 мая 1922—1924                                     | протоиерей Павел Крахмалев (1874—1949) (?)                      |
| 1924—1939                                            | протоиерей Георгий Карибов (Карипидис) (…—1939)                 |
| 1939—1952                                            | архимандрит Николай (Пекаторос) (1899—1996)                     |
| февраль 1953—1961                                    | иерей Илья Георгиевич Апостолидис (1895—1976)                   |
| 1961—1962                                            | …                                                               |
| 1962—1966                                            | епископ Анатолий (Апостолидис) (1895—1976)                      |
| 1966—2006                                            | архимандрит Тимофей (Саккас) (1933—2020)                        |
| 2006—2013                                            | протопресвитер Георгий (Скутелис) (1952—2013)                   |
| 2014—2018                                            | архимандрит Симеон (Волиотис) (1977-)                           |
| 2019—наст. время                                     | архимандрит Синесиос (Викторатос)                               |